# Пуэрто-Рико на летних Олимпийских играх 1980
Пуэрто-Рико принимало участие в Летних Олимпийских играх 1980 года в Москве (СССР) в девятый раз за свою историю, но не завоевало ни одной медали.

## Состав сборной
Сборную страны представляли 3 спортсмена: все — мужчины, все — боксёры. Младшим из них был 17-летний Луис Писарро, старшим — 21-летний Хосе Анхель Молина. Знаменосцем был третий участник сборной, 19-летний Альберто Меркадо.

## Результаты

### Бокс
Соревнования проходили в спорткомплексе «Олимпийский» с 20 июля по 2 августа.
| Спортсмен          | Категория  | Первый раунд                                             | Второй раунд                                    | Четвертьфинал                    | Полуфинал | Финал |
| ------------------ | ---------- | -------------------------------------------------------- | ----------------------------------------------- | -------------------------------- | --------- | ----- |
| Альберто Меркадо   | до 51 кг   | —                                                        | бой с Гильберто Романом (Мексика) остановка боя | —                                | —         | —     |
| Луис Писарро       | до 57 кг   | бой с Жан-Пьером Мбереке-Бабаном (Камерун) остановка боя | бой с Фицроем Брауном (Гайана) 5-0              | бой с Адольфо Орта 0-5           | —         | —     |
| Хосе Анхель Молина | до 63,5 кг | бой с Эбрахимом Саиде (Эфиопия) 5-0                      | бой с Дитмаром Шварцем (ГДР) остановка боя      | бой с Сериком Конакбаевым неявка | —         | —     |